# Persone di nome Jesús/Calciatori
| Questa pagina contiene informazioni ricavate automaticamente dalle voci biografiche con l'ausilio del template Bio e di un bot. L'aggiornamento è periodico e automatico e ricostruisce completamente la pagina. Se manca una persona in questa lista, sei pregato di non aggiungerla, ma accertati piuttosto che la sua voce biografica contenga il template Bio e che i dati anagrafici siano correttamente compilati. Se il template Bio manca, inseriscilo tu stesso o, in alternativa, metti l'avviso {{tmp\|Bio}} che ne segnala la mancanza. Se i dati riportati sono sbagliati, correggi direttamente la voce biografica; le modifiche saranno visibili in questa lista entro pochi giorni. Per chiarimenti vedi il progetto antroponimi. La lista contiene solo le 103 persone che sono citate nell'enciclopedia e per le quali è stato implementato correttamente il template Bio. Pagina aggiornata al 6 ago 2025. |

Questa è una lista di persone presenti nell'enciclopedia che hanno il nome Jesús e sono calciatori.

## A(5)
- Jesús Alonso Fernández, calciatore spagnolo (L'Avana, n. 1917 - Madrid, † 1979)
- Jesús Alberto Angulo, calciatore messicano (Culiacán, n. 1998)
- Jesús Ricardo Angulo, calciatore messicano (Culiacán, n. 1997)
- Jesús Aranguren, calciatore e allenatore di calcio spagnolo (Portugalete, n. 1944 - Barakaldo, † 2011)
- Jesús Areso, calciatore spagnolo (Cascante, n. 1999)

## B(6)
- Jesús Barrios, ex calciatore colombiano (La Paz, n. 1961)
- Jesús Alberto Benedé, ex calciatore spagnolo (Saragozza, n. 1958)
- Jesús Bermúdez, calciatore boliviano (n. 1902 - † 1945)
- Jesús Bernal, calciatore spagnolo (Muniesa, n. 1996)
- Jesús Berrocal, ex calciatore spagnolo (Cordova, n. 1988)
- Jesús Bueno, calciatore venezuelano (Barquisimeto, n. 1999)

## C(6)
- Jesús Castillo, calciatore peruviano (Callao, n. 2001)
- Jesús Castro, calciatore messicano (n. 1908)
- Jesús Castro González, calciatore spagnolo (Oviedo, n. 1951 - Pechón, † 1993)
- Jesús Castro, calciatore uruguaiano (Durazno, n. 1933 - † 1988)
- Jesús Roberto Chávez, ex calciatore messicano (Torreón, n. 1986)
- Jesús Corona, calciatore messicano (Hermosillo, n. 1993)

## D(8)
- Jesús Dátolo, ex calciatore argentino (Carlos Spegazzini, n. 1984)
- Aldo de Nigris, ex calciatore messicano (Monterrey, n. 1983)
- Jesús Diego Cota, ex calciatore spagnolo (Madrid, n. 1967)
- Jesús Domingo, calciatore spagnolo (Saragozza, n. 1930 - Saragozza, † 2004)
- Jesús Duarte, calciatore venezuelano (Táchira, n. 2005)
- Jesús Dueñas, ex calciatore messicano (Zamora de Hidalgo, n. 1989)
- Sebastián da Silva, calciatore uruguaiano (Tacuarembó, n. 2002)
- Jesús del Muro, calciatore e allenatore di calcio messicano (Guadalajara, n. 1937 - Città del Messico, † 2022)

## E(1)
- Jesús Escoboza, calciatore messicano (Los Mochis, n. 1993)

## F(3)
- Jesús Fernández Collado, calciatore spagnolo (Madrid, n. 1988)
- Jesús Ferreira, calciatore colombiano (Santa Marta, n. 2000)
- Suso, calciatore spagnolo (Cadice, n. 1993)

## G(11)
- Jesús Gallardo, calciatore messicano (Cárdenas, n. 1994)
- Jesús Gámez, ex calciatore spagnolo (Fuengirola, n. 1985)
- Jesús Garay, calciatore e allenatore di calcio spagnolo (Bilbao, n. 1930 - Bilbao, † 1995)
- Jesús García Tena, ex calciatore spagnolo (Terrassa, n. 1990)
- Jesús García Sanjuán, ex calciatore spagnolo (Saragozza, n. 1971)
- Jesús Garza, calciatore messicano (Monterrey, n. 2000)
- Jesús Glaría Jordán, calciatore spagnolo (Villafranca, n. 1942 - L'Espluga de Francolí, † 1978)
- Jesús Glaría Yetano, ex calciatore spagnolo (Villafranca, n. 1961)
- Jesús Javier Gómez, ex calciatore venezuelano (Caracas, n. 1984)
- Jesús Goyzueta, ex calciatore peruviano (n. 1947)
- Jesús Alejandro Gómez Molina, calciatore messicano (Hermosillo, n. 2002)

## H(4)
- Jesús Hernández, calciatore messicano (Florencio Villarreal, n. 2001)
- Jesús Hernández, calciatore venezuelano (Cumaná, n. 1993)
- Jesús Herrera Alonso, calciatore spagnolo (Cabueñes, n. 1938 - Oviedo, † 1962)
- Jesús María Herrero, ex calciatore spagnolo (Saragozza, n. 1984)

## I(3)
- Jesús Imaz, calciatore spagnolo (Lleida, n. 1990)
- Jesús India, ex calciatore spagnolo (Saragozza, n. 1953)
- Jesús Isijara, ex calciatore messicano (Navolato, n. 1989)

## J(1)
- Jesús Jiménez Núñez, calciatore spagnolo (Leganés, n. 1993)

## L(3)
- Jesús María Lacruz, ex calciatore spagnolo (Pamplona, n. 1978)
- Jesús Landáburu, ex calciatore spagnolo (Guardo, n. 1955)
- Jesús Larraza, calciatore spagnolo (Basauri, n. 1903 - Ugao-Miraballes, † 1926)

## M(9)
- Jesús Marimón, calciatore colombiano (María la Baja, n. 1998)
- Jesús Martínez Jayo, ex calciatore e allenatore di calcio spagnolo (Madrid, n. 1942)
- Jesús Martínez, ex calciatore messicano (n. 1952)
- Jesús Medina, calciatore paraguaiano (Asunción, n. 1997)
- Jesús Méndez, ex calciatore argentino (San Rafael, n. 1984)
- Jesús Meza, ex calciatore venezuelano (Mérida, n. 1986)
- Jesús Molina, ex calciatore messicano (Hermosillo, n. 1988)
- Jesuli, ex calciatore spagnolo (Siviglia, n. 1978)
- Jesús David Murillo Largacha, calciatore colombiano (Cali, n. 1994)

## N(2)
- Jesús Narro, calciatore spagnolo (Tolosa, n. 1922 - Tolosa, † 1987)
- Jesús Navas, ex calciatore spagnolo (Los Palacios y Villafranca, n. 1985)

## O(4)
- Jesús Ocejo, calciatore messicano (Hermosillo, n. 1998)
- Jesús Olmo Lozano, ex calciatore spagnolo (Barcellona, n. 1985)
- Jesús Orozco, calciatore messicano (Zapopan, n. 2002)
- Jesús Owono, calciatore equatoguineano (Bata, n. 2001)

## P(5)
- Jesús Padilla, ex calciatore messicano (San Jose, n. 1987)
- Jesús Paganoni, ex calciatore messicano (Guadalajara, n. 1988)
- Jesús Piñuelas, calciatore messicano (Los Cabos, n. 1998)
- Jesús Pretell, calciatore peruviano (Lima, n. 1999)
- Jesús Purizaga, ex calciatore peruviano (Lima, n. 1959)

## R(11)
- Jesús Rabanal, calciatore peruviano (Lima, n. 1984)
- Jesús Ramírez, calciatore venezuelano (Tovar, n. 1998)
- Ramón Ramírez, ex calciatore messicano (Tepic, n. 1969)
- Jesús Renteria, calciatore spagnolo (Bilbao, n. 1934 - Bilbao, † 2021)
- Jesús Rivas, calciatore messicano (Città del Messico, n. 2002)
- Jesús Rodríguez, ex calciatore venezuelano (n. 1968)
- Jesús Rodríguez Caraballo, calciatore spagnolo (Siviglia, n. 2005)
- Jesús Rodríguez, calciatore cubano (Morón, n. 1988)
- Jesús Rubio, calciatore andorrano (Andorra la Vella, n. 1994)
- Jesús Rueda, calciatore spagnolo (Badajoz, n. 1987)
- Jesús Ruiz, calciatore spagnolo (Cornellà de Llobregat, n. 1997)

## S(8)
- Jesús Sagredo, calciatore boliviano (Santa Cruz de la Sierra, n. 1994)
- Jesús Armando Sánchez, ex calciatore messicano (Città del Messico, n. 1984)
- Adrián Sánchez, ex calciatore messicano (Città del Messico, n. 1978)
- Yellu Santiago, calciatore spagnolo (Cartagena, n. 2004)
- Jesús María Satrústegui, ex calciatore spagnolo (Pamplona, n. 1954)
- Jesús Seba, ex calciatore spagnolo (Saragozza, n. 1974)
- Jesús Soraire, calciatore argentino (Lules, n. 1988)
- Jesús Sánchez, ex calciatore messicano (San Luis Río Colorado, n. 1989)

## T(2)
- Jesús Tejero, ex calciatore spagnolo (Tauste, n. 1965)
- Jesús Trindade, calciatore uruguaiano (Salto, n. 1993)

## V(9)
- Jesús Valbuena, ex calciatore venezuelano (n. 1969)
- Jesús Valdés, ex calciatore spagnolo (Santiago di Compostela, n. 1949)
- Jesús Valentín, calciatore spagnolo (Las Américas, n. 1991)
- Jesús Valiente, ex calciatore venezuelano (Valera, n. 1974)
- Jesús Vallejo, calciatore spagnolo (Saragozza, n. 1997)
- Jesús Vargas, calciatore venezuelano (n. 1999)
- Jesús Enrique Velasco, ex calciatore spagnolo (Madrid, n. 1972)
- Jesús Vera, calciatore argentino (Godoy Cruz, n. 1989)
- Jesús Vázquez, calciatore spagnolo (Mérida, n. 2003)

## Z(2)
- Jesús María Zamora, ex calciatore spagnolo (Errenteria, n. 1955)
- Jesús Zavala, ex calciatore messicano (Monterrey, n. 1987)